# Blow Me Away (Breaking Benjamin)
"Blow Me Away" é uma música de rock da banda americana Breaking Benjamin. A música é um single sem-álbum, porque foi escrito em 2004 especificamente para a Halo 2 Original Soundtrack. Mais tarde foi lançado em 2010 como um single digital. Em 2011, uma versão remixada da música foi lançada em Shallow Bay: The Best of Breaking Benjamin, com os vocais de Sydnee Duran do Valora. Escrita pelo vocalista e guitarrista Benjamin Burnley e pelo então baterista Jeremy Hummel, a música é descrita como apresentando "raízes do hard rock,... uma estética centrada no vocal, guitarras elétricas pesadas" e "um agressivo vocalista masculino".

## Lista de músicas
| "Blow Me Away" |                |                                                         |         |  |
| N.º            | Título         | Compositor(es)                                          | Duração |  |
| 1.             | "Blow Me Away" | Benjamin Burnley Aaron Fink Jeremy Hummel Mark Klepaski | 3:26    |  |

| "Blow Me Away" (featuring Valora) |                                   |                                                         |         |  |
| N.º                               | Título                            | Compositor(es)                                          | Duração |  |
| 1.                                | "Blow Me Away (featuring Valora)" | Benjamin Burnley Aaron Fink Jeremy Hummel Mark Klepaski | 3:09    |  |

| "Blow Me Away" (featuring Valora) – single |                                   |                                                         |         |  |
| N.º                                        | Título                            | Compositor(es)                                          | Duração |  |
| 1.                                         | "Blow Me Away (featuring Valora)" | Benjamin Burnley Aaron Fink Jeremy Hummel Mark Klepaski | 3:27    |  |

## Controvérsia
Quando o baterista Jeremy Hummel entrou com uma ação federal contra a banda, ele argumentou que ele co-escreveu a música. Em março de 2010, foi anunciado que a Hollywood Records estava buscando a permissão da banda para produzir o remix com vocais adicionais de Sydnee Duran do Valora. Em maio de 2011, enquanto a banda estava em hiato devido a problemas de saúde de Burnley, o guitarrista Aaron Fink e o baixista Mark Klepaski deram permissão ao selo para remixar a música depois de receberem oferta de dinheiro. Burnley demitiu ambos dois dias depois. Em junho, Burnley entrou com uma ação contra Fink e Klepaski, buscando pelo menos setecentos e cinquenta mil dólares em danos e o direito exclusivo ao nome da banda. Ele alegou que ambos os membros haviam tomado decisões unilaterais e não autorizadas em nome da banda, embora ambos negassem essas alegações. Em 19 de abril de 2013, Burnley anunciou que a disputa entre ele e os outros membros havia sido resolvida e que ele manteve o direito de continuar a banda sob o nome de Breaking Benjamin.

## Gráficos
| Ano                                           | Single                                  | Posições do gráfico de pico | Posições do gráfico de pico | Posições do gráfico de pico | Posições do gráfico de pico | Posições do gráfico de pico | Álbum                                      |
| Ano                                           | Single                                  | EUA BU.                     | EUA Alt.                    | EUA Digital                 | EUA Main.                   | EUA Rock                    | Álbum                                      |
| --------------------------------------------- | --------------------------------------- | --------------------------- | --------------------------- | --------------------------- | --------------------------- | --------------------------- | ------------------------------------------ |
| 2010                                          | "Blow Me Away"                          | 1                           | —                           | 64                          | —                           | —                           | Lançamento único                           |
| 2011                                          | "Blow Me Away" (remix featuring Valora) | 20                          | 37                          | —                           | 5                           | 14                          | Shallow Bay: The Best of Breaking Benjamin |
| "—" denota um lançamento que não foi traçado. |                                         |                             |                             |                             |                             |                             |                                            |

## Pessoal
"Blow Me Away"
- Interpretada por Breaking Benjamin
  - Benjamin Burnley - vocais, guitarra base
  - Aaron Fink - guitarra principal
  - Mark Klepaski - baixo
  - Jeremy Hummel - bateria
- Escrita por Benjamin Burnley e Jeremy Hummel
- Produzida e mixada por David Bendeth
- Edição digital por Dan Korneff
- Gravada no Blackbird Studios, Nashville, Tennessee

"Blow Me Away" (featuring Valora)
- Escrita por Benjamin Burnley e Jeremy Hummel
- Produzida e mixada por David Bendeth
- Mix de engenharia de Dan Korneff
- Engenharia e edição digital por Dan Korneff e John Bender
- Gravada em House of Loud, Elmwood Park, Nova Jersey
- Masterizada por Ted Jensen em Sterling Sound, Nova York, Nova York
- Voz adicional de Sydnee Duran do Valora